# Концы в воду (фильм, 1949)
«Концы в воду» (англ. Cover Up) — фильм нуар режиссёра Альфреда Э. Грина, который вышел на экраны в 1949 году.
Действие картины происходит во время рождественских праздников в небольшом городке на Среднем Западе, куда приезжает страховой следователь Сэм Донован (Деннис О’Киф), чтобы расследовать самоубийство одного из клиентов компании. Сэм быстро устанавливает, что на самом деле было совершено убийство, однако не может вычислить убийцу, так как местные жители, в том числе и шериф (Уильям Бендикс), не хотят говорить ему правду. С помощью хитрости Сэм решает выманить убийцу на место преступления. Когда выясняется, что убийцей является умерший на днях всеми любимый местный доктор, который избавил горожан от человека, которого все ненавидели, Сэм сворачивает своё расследование и покидает место преступления вместе с дочерью местного банкира (Барбара Бриттон), с которой во время расследования у него начался роман.
Исполнитель главной роли Деннис О’Киф был также соавтором сценария фильма под псевдонимом Джонатан Рикс.
Современные[когда?] критики[кто?] положительно оценили картину, назвав её приятным старомодным рождественским детективом.

## Сюжет
Накануне Рождества молодая привлекательная Анита Уэзерби (Барбара Бриттон) возвращается на поезде в родной городок Клеберг на Среднем Западе с многочисленными подарками. Когда на станции она выходит из поезда, страховой агент Сэм Донован (Деннис О’Киф), который ехал с ней в одном вагоне, помогает Аните перенести подарки в автобус, который должен отвезти их в центр города. Аниту приветствует водитель автобуса, сообщая ей новость о том, что некто Роджер Филлипс застрелился, позднее добавляя, что это был его самый хороший поступок. На автобусной станции Аниту встречает вся её семья — родители банкир Стюарт (Стью) Уэезерби (Арт Бейкер), его жена Бесси (Хелен Спринг), а также их младшая дочь Кэти (Энн Э. Тодд). Анита знакомит своё семейство с Сэмом, после чего мистер Уэзерби, узнав, что Сэм будет расследовать дело Филлипса, приглашает его в гости. Поселившись в местной гостинице, Сэм приходит к шерифу Ларри Бесту (Уильям Бендикс) с просьбой показать ему отчёт коронера о смерти Филлипса, однако тот отвечает, что на время рождественских праздников коронер уехал из города. Напомнив, что он прибыл расследовать страховой случай, по которому бенефициару причитается выплата в 20 тысяч долларов, Сэм просит показать ему орудие убийства, однако шериф отвечает, что на месте преступления оно найдено не было. Сэм заявляет, что в свете этой информации речь, видимо, идёт не о самоубийстве, а об убийстве, и в таком случае, согласно договору(если убийцей не был бенефициар) сумма выплат по страховке будет удвоена. Лишь под угрозой Сэма, что он получит ордер судьи на эксгумацию тела, шериф показывает ему две пули от немецкого пистолета «люгер», которые были извлечены из тела убитого. Шериф однако советует Сэму побыстрее сворачивать своё расследование и спокойно отметить Рождество у себя дома. После этого Сэм заходит в магазин к ювелиру Эбби (Пол Е. Бёрнс), который обнаружил тело, однако тот не может сообщить ничего полезного, лишь подтверждая, что не видел на месте убийства никакого оружия. После этого Сэм встречается с владельцем похоронного бюро (Хэн Уорден), который сообщает, что на теле Филлипса не было следов пороха, которые указывали бы на самоубийство. Сэм снова приходит к Ларри, выясняя, что у того есть «люгер», однако с помощью баллистической экспертизы Сэм быстро устанавливает, что он не был орудием убийства. Сэм звонит своему боссу в Чикаго, сообщая о своих подозрениях о том, что было совершено убийство, а также о нежелании местных жителей помогать ему в проведении расследования. Босс Сэма поручает Сэму продлить командировку, чтобы довести дело до конца и точно выяснить, было ли убийство. По мнению босса, в этом случае они готовы выплатить бенефициару двойную страховку, поскольку это дело неминуемо попадёт в прессу и принесёт компании много новых клиентов. Вечером Сэм заходит домой к Уэзерби, чтобы пригласить Аниту в кино. После сеанса Сэм провожает её домой, и на прощанье они целуются.
На следующее утро Сэм навещает Маргарет Бейкер (Вирджиния Кристин), которая является племянницей и бенефициаром Филлипса. Маргарет не верит словам Сэма, что её дядя был убит, даже несмотря на то, что это принесёт ей вдове больше денег. На улице Сэма замечает Анита, которая соглашается подвезти его до дома Филлипса. По дороге она сообщает Сэму, что у её отца тоже есть «люгер». Приникнув в дом, они видят, что на полу обведены мелом не только то место, где лежал труп, но и следы от обуви человека, который мог произвести выстрелы в Филлипса. В этот момент в комнате появляется Ларри. Шериф подтверждает, что Филлипс был убит из «люгера», после чего Анита быстро убегает домой. После этого Ларри рассказывает Сэму, что Маргарет в день убийства вышла замуж за Фрэнка, и после свадьбы они собирались сбежать от Филлипса. Сэм приезжает домой к Стю, сообщая ему, что Филлипс был убит из «люгера», на что банкир отвечает, что Филлипса многие ненавидели. Стю не может сразу ответить, где его «люгер», и тогда служанка Хильда (Доро Меранде) напоминает, что месяцев 5-6 назад он отдал его доктору Джеру. Сэм собирается немедленно связаться с доктором, однако Стю говорит, что через пару часов Джеру по традиции будет зажигать рождественскую ель на городской площади. Сэм вместе с семьёй Уэзерби отправляется на площадь, где собравшиеся горожане в приподнятом настроении ожидают появления всеми любимого доктора, который должен зажечь ель. Перед самым началом церемонии Ларри сообщает Стю, что доктор примерно час назад умер у себя дома от инфаркта. Перед тем, как зажечь ель, Стю произносит перед горожанами прочувственную речь о том, каким замечательным человеком был доктор Джеру. После мероприятия Сэм провожает Аниту до дверей её дома, и на прощанье они целуются. В своей комнате Анита собирается записать в свой тайный дневник впечатления от прошедшего дня, однако ей мешает сестра Кэти. Анита решает перепрятать дневник, чтобы сестра не смогла его прочитать, случайно натыкаясь на спрятанный в комоде «люгер». Тем временем в офисе шерифа Сэм допрашивает Фрэнка, у которого в день убийства была с Филлипсом ссора из-за его брака с Маргарет. Это, а также страховые деньги, могли быть веским мотивом для убийства Филлипса. Однако Маргарет напоминает, что в момент ссоры она вызвала шерифа, который был свидетелем того, как она и Фрэнк покинули дом Филлипса и отправились на автовокзал, чтобы купить обручальные кольца, а затем уехать в другой город.
Рано утром Анита забирает из комода «люгер» и собирается вынести его из дома, встречая перед дверями Сэма. Они вместе едут к ювелиру, мистеру Эбби, который подтверждает, что видел, как Фрэнк выбегал из дома Филлипса. Однако Стю заявляет, что перед самым отъездом Фрэнк был у него по поводу займа, и потому никак не мог успеть к Филлипсу до отхода автобуса. Когда Сэм говорит, что собирается к Джеру, чтобы осмотреть его дом, Анита быстро садится на автомобиль, и приезжает туда первой, помещая «люгер» на его место в коллекции оружия, которую собирал доктор. Прибывший вскоре Сэм, не заметив спрятавшуюся Аниту, забирает «люгер» и, посмотрев фотографии доктора на стрельбище, возвращается в банк. Сэм показывает оружие Стю и Ларри, заявляя, что экспертиза докажет, что стреляли именно из него. Однако Ларри даёт понять, что вряд ли экспертиза что-либо покажет, доверительно добавляя, что Филлипс был негодяем и подонком, которому многие горожане желали смерти. Тогда Сэм направляется к редактору городской газеты с просьбой опубликовать информацию о том, что он выписал эксперта из Полицейского управления Чикаго, который по микрочастицам на месте преступления сможет установить личность убийцы. Увидев газету, преданная служанка Хильда сжигает бобровую шубу Стю, а сам банкир, вернувшись домой, пытается найти «люгер», обнаруживая в тайнике только дневник Аниты. Увидев дочь, он всё понимает и иносказательно благодарит её.
Сэм, который опубликовал статью специально чтобы спровоцировать убийцу прийти в дом Филлипса, поджидает в гостиной. Первым в доме появляется Ларри, который заявляет, что больше никто не придёт. В тот момент, когда Ларри пытается рассказать Сэму, как было совершено убийство, в доме появляется Стю, а вскоре вслед за ним и Анита. Сэм с сожалением для себя заключает, что убийство совершил Стю, и пытается показать, как оно произошло, но понимает, что, судя по расположению тел, стрелять мог только левша, что исключает Стю из числа подозреваемых. Сэм вспоминает фотографии в доме у Джеру, догадываясь, что именно он стрелял в Филлипса. Выясняется, что и Ларри, и Стю знали об этом. Стю застал Джеру на месте убийства, после чего отобрал у него «люгер» и уговорил его отложить своё признание до завершения рождественских праздников. Ларри просит Сэма не раскрывать общественности подробности дела, так как горожане очень любили Джеру и ненавидели Филлипса. Сэм молча даёт ему своё согласие. Узнав, что её отец не виновен, радостная Анита обнимает Сэма и они вместе выходят из дома под звук рождественских колокольчиков.

## В ролях
- Деннис О’Киф — Сэм Донован
- Уильям Бендикс — шериф Ларри Бест
- Барбара Бриттон — Анита Уэзерби
- Арт Бейкер — Стью Уэзерби
- Энн Э. Тодд — Кэти Уэзерби
- Доро Меранде — Хильда
- Вирджиния Кристин — Маргарет Бейкер
- Хелен Спринг — Бесси Уэзерби
- Рут Ли — миссис Эбби
- Генри Холл — мэр
- Расселл Армс — Фрэнк Бейкер
- Дэн Уайт — Гейб
- Пол Е. Бёрнс — мистер Эбби
- Эммет Воган — Блейкли
- Джеймессон Шейд — редактор
- Джек Ли — Эддисон
- Хэнк Уорден — гробовщик[1]
- Джордж Макдональд — мальчик в кинотеатре

## Создатели фильма и исполнители главных ролей
Как отмечает историк кино Стефани Зачарек, Альфред Э. Грин начал работать в кино ещё в 1917 году в качестве актёра, завершив свою кинокарьеру через пять лет после этого фильма. На тот момент на режиссёрском счету Грина числилось более 100 картин, включая ряд классических фильмов эпохи до введения Производственного кодекса, среди которых «Мордашка» (1933) с Барбарой Стэнвик. По словам Зачарек, «достоинства Грина не ограничивались тем, что он умел снимать очень быстро». Он умел работать с актёрами, в частности, он снял Бетт Дэвис в фильме «Опасная» (1935), и эта роль принесла актрисе её первый «Оскар». Позднее Грин поставил такие фильмы, как «История Джолсона» (1946), «Четыре лица на Запад» (1948) и «Сиерра» (1950).
К моменту выхода этой картины Деннис О’Киф уже появится в главных ролях в фильмах Энтони Манна «Агенты казначейства» (1947) и «Грязная сделка» (1948), и время уже сделало его, как выразился историк кино Роберт Порфирио «иконой нуара, известной своей быстрой манерой речи». Среди других нуаров О’Кифа такие картины, как «Идти преступным путём» (1948), «Обесчещенная леди» (1949), «Брошенная» (1949), «Женщина в бегах» (1950) и «Чикагский синдикат» (1955).
В 1943 году Уильям Бендикс был удостоен номинации на «Оскар» за роль второго плана в военной драме «Остров Уэйк» (1942). Он также сыграл заметные роли второго плана в целой серии фильмов нуар, среди которых такие популярные фильмы, как «Стеклянный ключ» (1942), «Синий георгин» (1946), «Тёмный угол» (1946), «Паутина» (1947) и «Детективная история» (1951).
Барбара Бриттон сыграла в таких фильмах, как «Сквозь горе, тоску и утраты» (1943), «Пока мы не встретимся снова» (1944), «Вирджинец» (1946), «Я застрелил Джесси Джеймса» (1949), «Шампанское для Цезаря» (1950), фактически завершив карьеру в 1955 году в возрасте 35 лет.

## История создания фильма
Рабочим названием фильма было «Совсем без дождя не бывает» (англ. Some Rain Must Fall). Согласно информации «Нью-Йорк таймс» от 20 июня 1948 года, когда Деннис О’Киф приступил к работе над фильмом, он вдруг обнаружил, что продюсер изменил сценарий, который он (под именем Джонатан Рикс) написал совместно с Джеромом Одламом. Некоторые сцены, связанные с Рождеством, были перенесены на весну, а все упоминания о Рождестве были вовсе удалены из текста. Не посоветовавшись с авторами, продюсер заключил, что рождественские дни не подходят для мелодрамы с убийством. О’Киф однако стал возражать и даже отказался начинать работу над фильмом до тех пор, пока продюсер не согласился вернуться к прежнему сценарию.
Фильм находился в производстве с середины января до середины июля 1948 года на студии General Service Studios в Голливуде, и вышел в прокат 25 февраля 1949 года.В 1950-е годы фильм был переиздан под названием «Нарушитель (Незваный гость)» (англ.  The Intruder).

## Оценка фильма критикой
Современный[когда?] критик Стефани Зачарек полагает, что этот «фильм не вполне подходит под категорию фильм нуар», и «если с него стряхнуть нуаровую пыль», то он будет «скорее немного похож на фильм „Эта замечательная жизнь“ (1946)», так как «эта картина воспевает комфорт и уют жизни в небольшом городке, даже несмотря на то, что бросает на его жителей подозрительный взгляд». В конце концов, в этом фильме «комфорт и уют одерживают верх, но в фильме есть и эпизоды, которые раскрывают некоторые из наиболее жутких аспектов жизни в местечке с прямыми улочками и домиками за частоколом, где шериф, водитель автобуса и местный ювелир знают тебя по имени. Более того, все знают род твоих занятий, даже если это убийство».
По мнению Зачарек, «это крепкий, привлекательный не-вполне-нуар, в котором из-за таких моментов, как рождественская сценка с банкиром Уэзерби, добродушно ворчащим по поводу того, сколько ему пришлось заплатить за семейную рождественскую елку, история с убийством кажется немного грязной. Но не слишком грязной, так как режиссер Альфред Э. Грин твердо выдерживает настроение и тональность картины». Зачарек также отмечает сильную работу Грина с актёрами. Так, Уильям Бендикс «указан в титрах как звезда, однако его молчаливый, скрытный шериф на самом деле служит всего лишь фоном для упрямого, хотя и несколько бестолкового Сэма в исполнении О’Кифа», обмениваясь с ним несколькими забавными шутками. О’Киф же «прекрасно вписывается в более тёмные стороны фильма, который балансирует между идеей послевоенного довольства маленького городка с более нуаровым ощущением надвигающегося ужаса, что жизнь никогда больше не будет прежней». Как в завершении отмечает Зачарек, «если, в конце концов, комфорт маленького городка — уют семейного очага и горящая рождественская ель на городской площади — побеждают, то это не потому, что персонаж О’Кифа не старался сохранять положенный ему скептический настрой в отношении мотивов человечества. Просто тепло рождественских огней и людей, которые их зажигали, слишком соблазнительно, чтобы ему противостоять».
Как заметил историк кино Хэл Эриксон, эта картина «переносит фильм нуар больших городов в небольшой городок на Среднем Западе… Интересно, что действие фильма происходит на Рождество, и красочная атмосфера праздника резко контрастирует с грязной историей убийства». По словам современного киноведа Денниса Шварца, Альфред Э. Грин ставит эту «приятную старомодную криминальную драму, которая написана в рождественском духе». Однако, к сожалению, в сюжетном плане «всё слишком надуманно, и в итоге повествование становится слишком искусственным». Как далее пишет Шварц, «в конце концов фильм разочаровывает, приходя к банальному и неубедительному неожиданному финалу», и в итоге «превращается из истории об убийстве в просто приятную историю». По мнению критика, «фильм, похоже, гордится тем, что сделал свой маленький городок таким утопичным, а большой город — местом, где слишком легко потерять чувство общности».